# Żywokost bulwiasty
Żywokost bulwiasty (Symphytum tuberosum L.) – gatunek rośliny należący do rodziny ogórecznikowatych (dawniej szorstkolistnych). Występuje w Europie z wyjątkiem jej północnej części; zawleczony został także do wschodniej części Ameryki Północnej. W Polsce rośnie pospolicie w Karpatach sięgając po regiel dolny, na Dolnym i Górnym Śląsku oraz na Wyżynie Lubelskiej.

## Morfologia

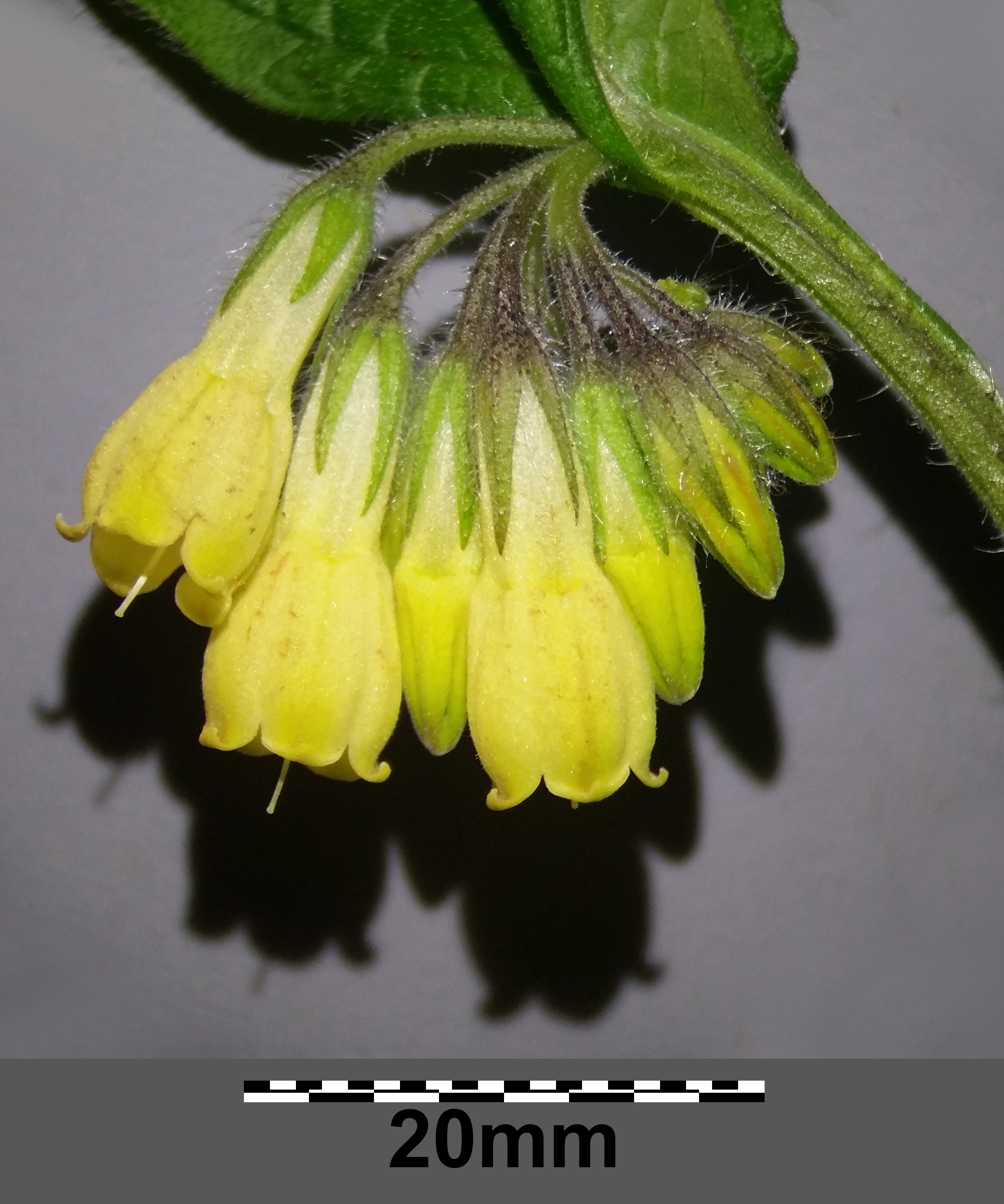
Kwiaty

ŁodygaWzniesiona, o wysokości 15–40 cm, najczęściej nierozgałęziona, owłosiona.
LiścieSkrętoległe, lancetowate lub szerokoeliptyczne, zwężone w nasadzie. Dolne krótkoogonkowe, górne siedzące.
KwiatyZwisające po kilka w szczytowym kwiatostanie. Działki kielicha owłosione, 2 do 4 razy krótsze od korony, lancetowate. Korona barwy jasnożółtej, rurkowata. Osklepki dłuższe od pylników. Pięć pręcików.
OwocRozłupnia z czterema przegiętymi rozłupkami. Nasiona z elajosomem, rozsiewane przez mrówki.

## Biologia i ekologia
Bylina. Kwitnie od kwietnia do czerwca. Rośnie w półcieniu, na glebach świeżych i wilgotnych, żyznych, o odczynach od obojętnego do zasadowego. Spotykana w żyznej buczynie karpackiej, w żyznych lasach jodłowych, a czasami w nadrzecznej olszynie górskiej. Jest gatunkiem wskaźnikowym starych lasów.